# Tushy

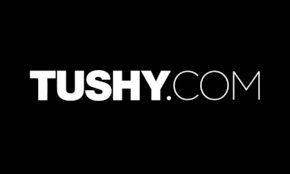

Tushy — американська порнографічна кіностудія, що займається виробництвом фільмів зі сценами анального сексу.

## Історія
Студія була заснована в червні 2015 року французьким підприємцем, порнорежисером і продюсером Ґреґом Ланскі і стала другою відкритої Ланскі студією після Blacked. З 2015 по 2018 роки дистрибуцією фільмів студії займалася Jules Jordan Video. Починаючи з грудня 2018 року, займається дистрибуцією Pulse Distribution.
На 33-й церемонії AVN Awards, яка проводилася у січні 2016 року, студія отримала нагороду в категорії «Краща маркетингова кампанія — імідж компанії» (разом з Blacked) і «Кращий новий бренд», а фільм Being Riley з Райлі Рід в головній ролі в загальному рахунку був удостоєний дев'яти нагород у п'яти категоріях, у тому ж числі за «Найкраще шоу з зіркою» (Best Star Showcase). У червні 2016 року Being Riley виграв премію XRCO Award в категорії «Кращий фільм». На 17-й церемонії XBIZ Award в січні 2019 року фільм Abigail з Ебігейл Мек у головній ролі здобув перемогу в п'яти категоріях, у тому числі за «Повнометражний фільм року», «Виконавче шоу року» і «Кращий сценарій».
Аналогічно Blacked, в грудні 2018 року був запущений сайт-відгалуження — Tushy Raw. У січні 2020 року однойменна серія фільмів нагороджена AVN Awards в категорії «Кращий анальний серіал або канал».

## Нагороди та номінації

### Tushy
| Рік  | Нагорода          | Результат | Категорія                                                                 |
| ---- | ----------------- | --------- | ------------------------------------------------------------------------- |
| 2016 | AVN Award         | Перемога  | Найкраща маркетингова кампанія — імідж компанії (разом з Blacked)         |
| 2016 | AVN Award         | Перемога  | Кращий новий бренд                                                        |
| 2016 | Spank Bank Award  | Перемога  | Вебсайт року                                                              |
| 2016 | XBIZ Award        | Номінація | Порносайт року — ніша                                                     |
| 2017 | AVN Award         | Перемога  | Найкраща маркетингова кампанія — імідж компанії (разом з Blacked і Vixen) |
| 2017 | AVN Award         | Номінація | Best Membership Website                                                   |
| 2017 | Spank Bank Award  | Номінація | Вебсайт року                                                              |
| 2017 | Spank Bank Award  | Номінація | Виробнича студія року                                                     |
| 2017 | XBIZ Award        | Перемога  | Порносайт року — ніша                                                     |
| 2017 | XBIZ Award        | Номінація | Студія року (разом з Blacked)                                             |
| 2018 | Fleshbot Award    | Перемога  | Кращий платний сайт                                                       |
| 2018 | Spank Bank Award  | Номінація | Брудний дистриб'ютор року                                                 |
| 2018 | Spank Bank Award  | Номінація | Платний вебсайт року                                                      |
| 2018 | Spank Bank Award  | Номінація | Виробнича студія року                                                     |
| 2018 | XBIZ Award        | Номінація | Маркетингова кампанія року                                                |
| 2018 | XBIZ Award        | Номінація | Платний сайт року                                                         |
| 2018 | XBIZ Award        | Перемога  | Студія року (разом з Blacked і Vixen)                                     |
| 2018 | XBIZ Europa Award | Перемога  | Глобальний студійний бренд року (разом з Blacked і Vixen)                 |
| 2019 | Fleshbot Award    | Номінація | Кращий платний сайт                                                       |
| 2019 | NightMoves Award  | Перемога  | Найкраща виробнича компанія (вибір шанувальників)                         |
| 2019 | XBIZ Award        | Номінація | Платний сайт року                                                         |
| 2019 | XBIZ Award        | Номінація | Студія року (разом з Blacked і Vixen)                                     |

### Tushy Raw
| Рік  | Нагорода       | Результат | Категорія                     |
| ---- | -------------- | --------- | ----------------------------- |
| 2019 | Fleshbot Award | Номінація | Кращий новий сайт             |
| 2019 | XCritic Award  | Номінація | Краща нова студія             |
| 2020 | AVN Award      | Номінація | Кращий новий виробничий бренд |

## Фільмографія

### Серіали
- Anal Beauty
- Anal Models
- Anal Threesomes
- First Anal
- My DP
- The Art of Anal Sex

### Фільми
- Abigail
- Anal Angels
- Being Riley
- Eva
- Lana
- Mature Anal
- Miss Tushy
- Young Tushy